# Kevinn Pinkney
Pour les articles homonymes, voir Pinkney.
Kevinn Pinkney, né le 20 octobre 1983, à Colton, en Californie, est un joueur américain de basket-ball. Il évolue au poste d'ailier fort.

## Palmarès
- All-NBDL Second Team 2007
- Coupe de Slovénie 2011